# USB-hubb

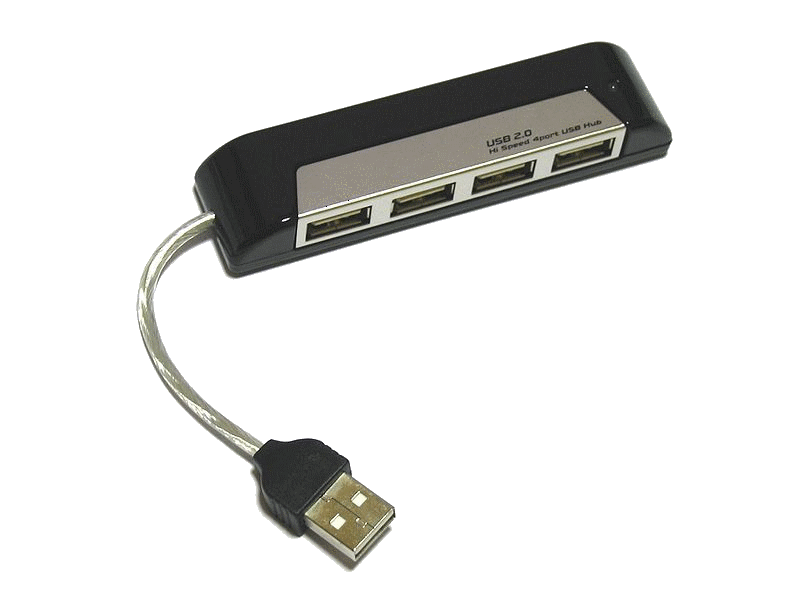
En USB-hubb med fyra portar.

En USB-hubb är en enhet som utökar en enda USB-port till flera, så att fler portar finns för anslutning av externa enheter till en dator. 
Namnet hubb kommer från engelskans 'hub', som betyder nav.
En datoranvändare kan vilja ansluta kringutrustning, till exempel skrivare eller scanner, och antalet enheter kan ibland bli fler än de anslutningar som finns på datorn, och då behövs en USB-hubb. 
USB-hubbar är normalt självförsörjande (via datorn), och kräver inte en separat strömanslutning. Vissa enheter kräver dock mer ström, och medför att hubben behöver ett externt nätaggregat.

## USB-C

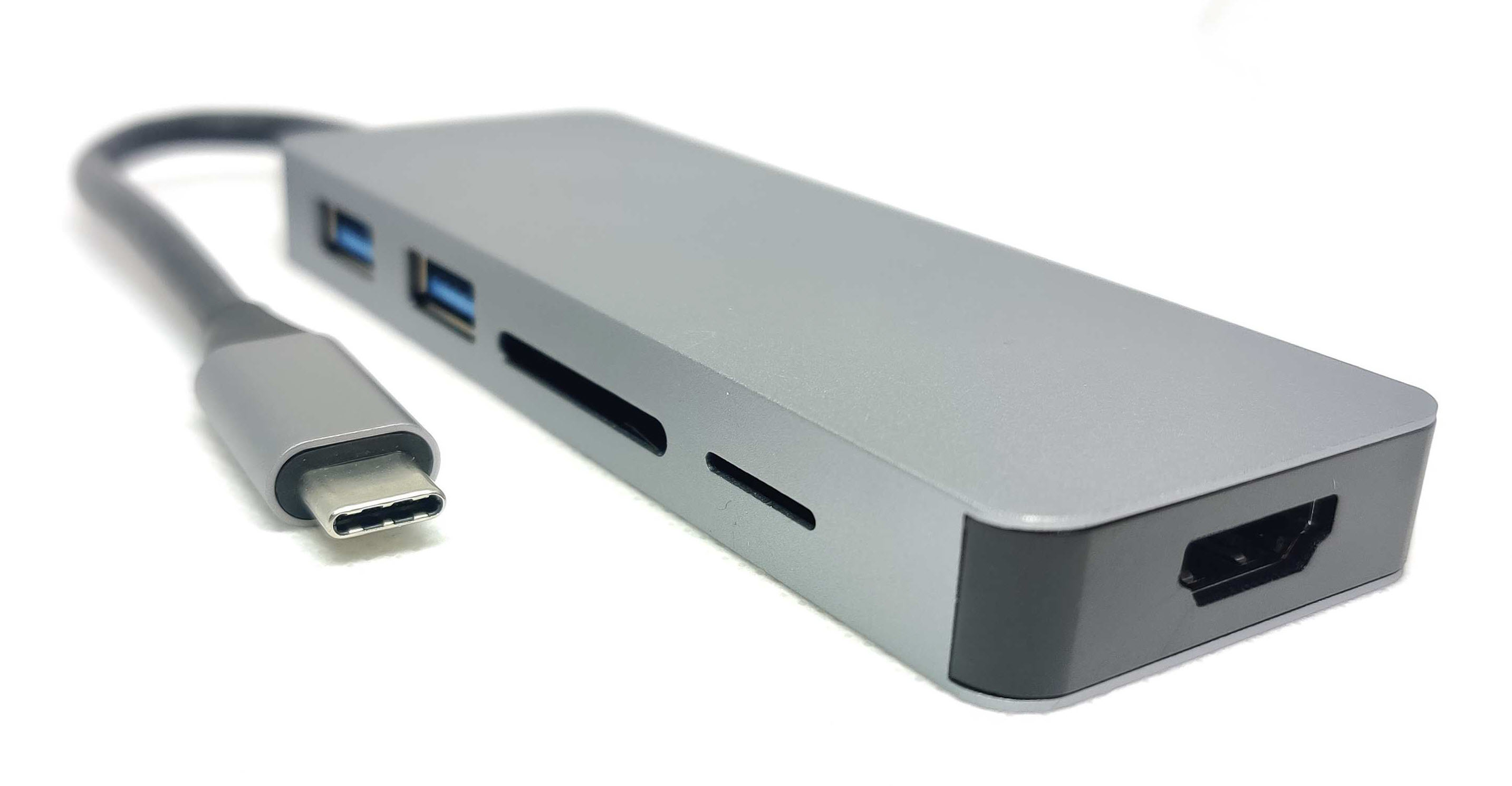
USB-C-hubb med 5 portar (HDMI, SD-kortläsare och USB-A 3.0).

En USB-C-hubb, även kallad USB Type-C hub, är utrustad med en USB-C-kontakt. Den används för datakommunikation med begränsade laddningsmöjligheter och förvandlar en USB-C-anslutning till flera olika portar, som Thunderbolt, SD-kortläsare och USB-A. Strömförsörjningen till hubben sker via datorn. En enhet som liknar USB-C hubb, men har egen strömförsörjning kallas USB-C-dockningsstation (docka). Den är till för enheter som kräver högre ström, oftast mer än vad en dator kan försörja.